# Sato Minori
Minori Sato (sinh ngày 2 tháng 3 năm 1991) là một cầu thủ bóng đá người Nhật Bản.

## Sự nghiệp câu lạc bộ
Minori Sato đã từng chơi cho Thespa Kusatsu.